# 하와의 행방
"하와의 행방"은 1983년에 개봉한 대한민국의 영화이다.

## 캐스팅
- 강신성일
- 김영애
- 임정하
- 신구
- 이치우
- 국정환
- 김수경
- 김운하
- 박기수
- 오영화